# 龍游石窟

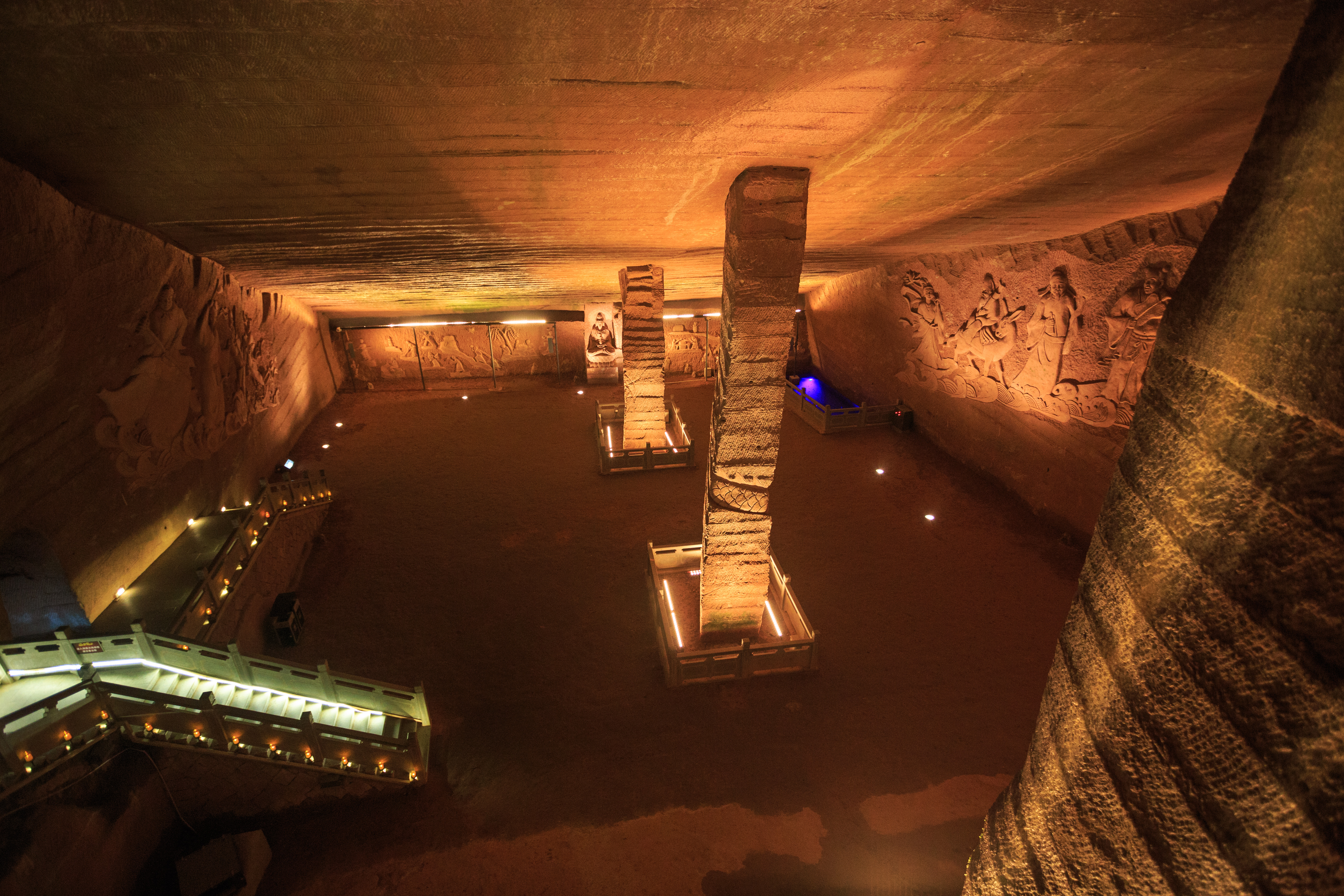
一號展示洞，牆上浮雕和石頭欄杆等為現代浮貼上的裝潢，非原樣，其餘洞窟保持原貌皆無此等裝飾。

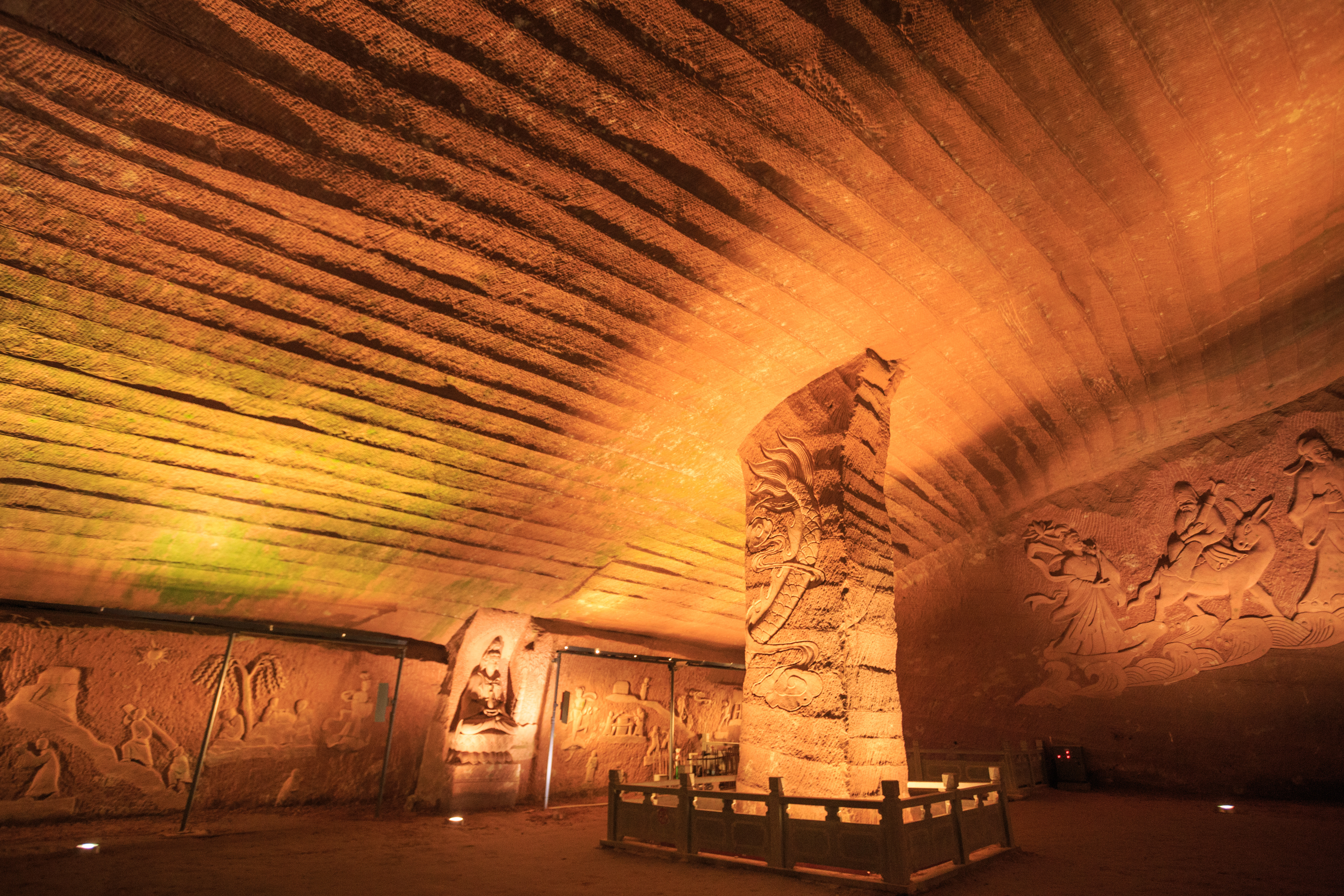

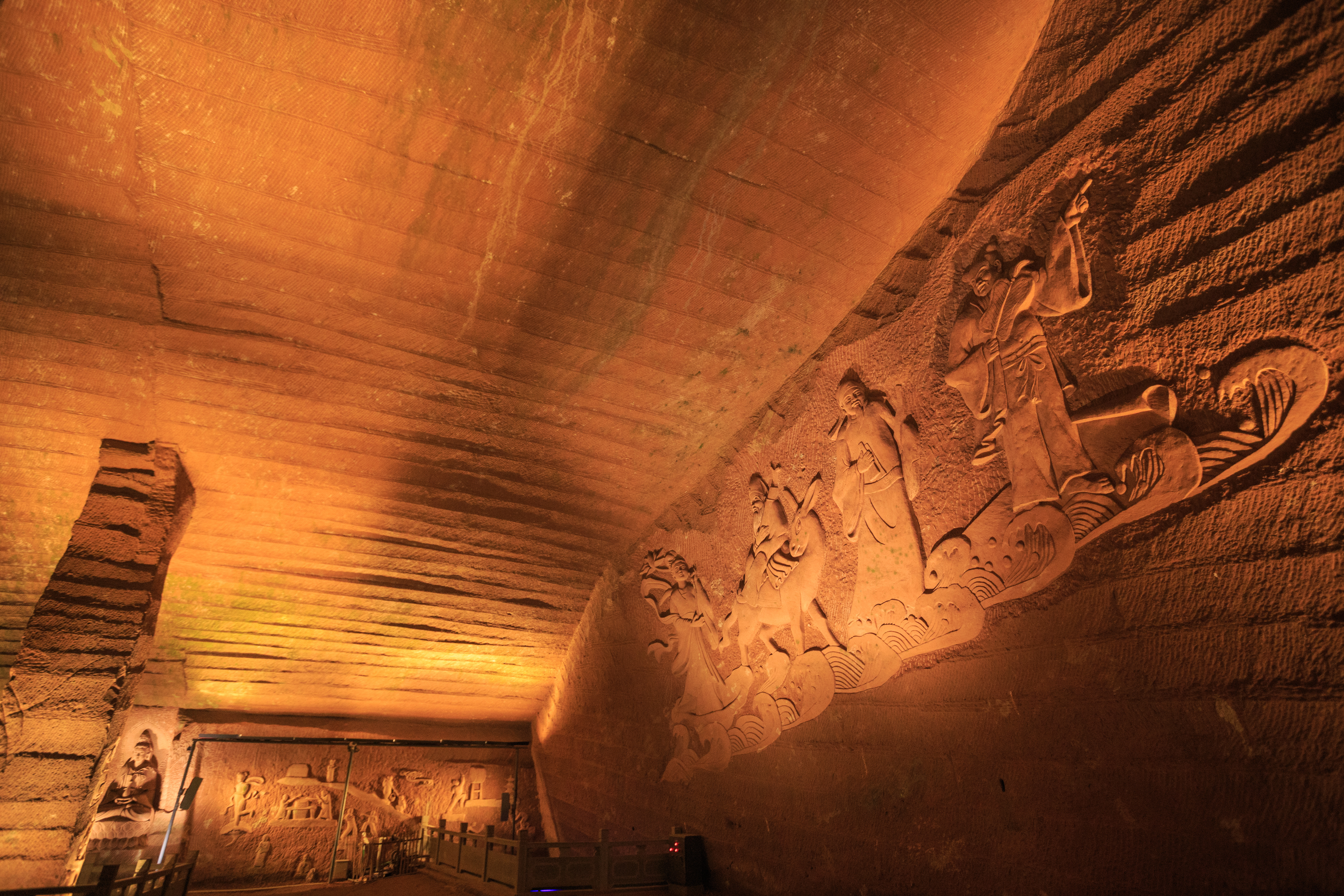

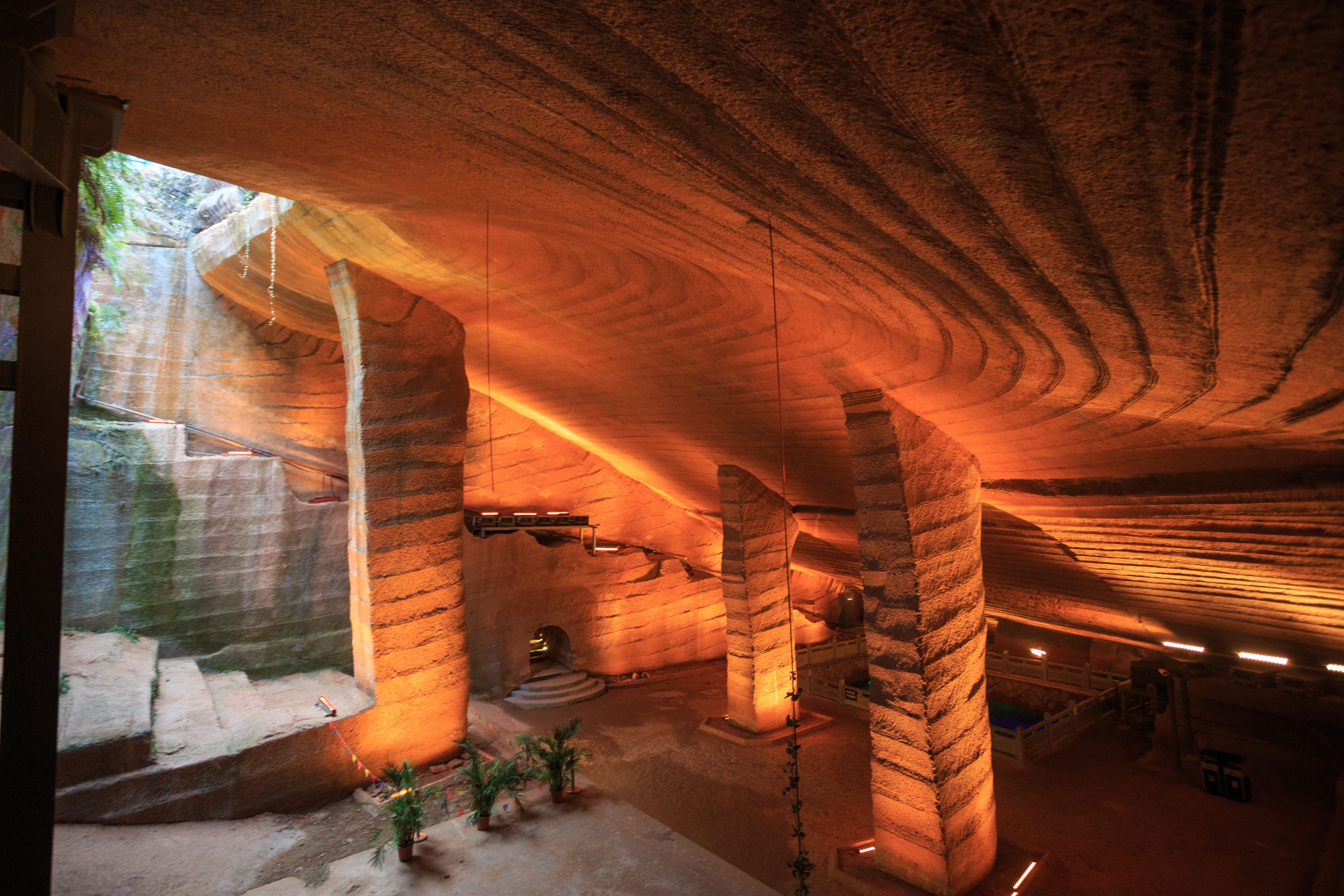

龍游石窟，又名小南海石室，是位于中华人民共和国浙江省衢州市龙游县的一處古蹟群，為巨大人工石穴群。推測為春秋至漢朝間開鑿，至今使用何技術建成依然成謎。龙游石窟是迄今所发现的世界上最大的古代地下人工建筑群。
2003年12月，龙游石窟被国家旅游局命名为4A级旅游区，成为衢州市首個国家4A级景区。2005年3月16日列入浙江省文物保护单位，2013年5月列入第七批全国重点文物保护单位。

## 自然环境
龙游石窟地处金衢盆地，位於龙游县城衢江北岸3公里处的凤凰山，钱塘江流域衢江和灵山江交汇处:98。

## 发掘经过
長期以來石穴群中被積水填滿，而其積水已經成為當地村民生活灌溉用水，但水深無法測定而得了「無底塘」之名，直到1992年6月9日吴阿奶与其他三个村民抽水撈魚，利用四台抽水機抽了17天將水抽乾，露出了浩瀚的內部工程結構。附近衢江、灵山江交汇处有个小县城，县名“龙游”，於是考古界以龍游石窟命名。石窟再现之初曾被认为是一个废弃的采石场未引起關注，直到六年後1998年間開始引起考古界震驚，大量研究展開。

## 布局和结构
开凿于红砂岩山体中，现存石室超过50座多數深達十層樓高度蔚為壯觀。石室的用途不能确定，但可能是古代石矿遗址然而多數布局與挖建築石材的行為不合，所有洞窟都為井洞且內部石梯與洞口有約一層樓的落差，如此不便設計之採石場多有怪異，同時洞內最大謎團為毫無火把照明的燻黑痕跡與世上眾多山洞古蹟截然不同因為此種用火痕跡在古代技術是幾乎無法去除，似乎巨大工程量上工人都是摸黑數十年完成的謎團。計算發現50個石窟挖出的土方量超過200萬立方公尺，在古時代是不亞於金字塔的大工程。目前景區導遊會講述一個坊間故事為越王勾踐復國秘密練兵的洞窟，符合一些不可解釋的布局然而此說法僅為鄉野奇談，沒有太多證據支持。
龙游石窟在0.38平方公里的土丘上分布了24个洞窟，其中先后开发了7个洞窟, 其中有2个由于地表水倒灌而重被淹没，5个洞窑实际完成排水清淤:98。其中不少洞窟共用一墙，均匀壁厚50公分而未鑿穿，壁上凿痕都是均匀线条似乎为机械力，又是一古代工程学谜团。

## 考證
浙江大学的褚良才博士在十多次現場考察並閱覽各方面史料后，提出龙游石窟最早开凿于西汉宣帝“边郡皆筑仓”时的倉庫說，其功能是储备粮食、货物及战备武器，并经历代尤其是隋朝时就叫“北常平仓”，在那时就已被列入古迹。褚博士还发现了两个很有说服力的典型洞窟，一个是在童坛山上游不远处的簸箕洞（宋代有记载，称其“千古万年”），另一个是在下游不远处的石岩洞，然此為一家之言，對於一些謎團仍然未解。尤其是洞窟既然容易積水，在沒有抽水機的古代又要如何儲藏害怕潮濕的食物或帶有木製零件兵器。社科院考古研究所研究员杨鸿勋认为龙游石窟是越王勾践为了藏兵而开掘的。

## 文化
2017年4月，浙江龙游石窟岩石音乐文化传媒举办了龙游石窟原声岩石音乐节。